# Jonathan Mogbo
Jonathan Michael Mogbo (West Palm Beach, Florida; 29 de octubre de 2001) es un baloncestista estadounidense que pertenece a la plantilla de los Toronto Raptors de la NBA, pero que se encuentra asignado a su filial en la G League, los Raptors 905. Con 2,06 metros de estatura, juega en la posición de ala-pívot.

## Trayectoria deportiva

### Universidad
Mogbo no recibió ofertas de becas de la División I de la NCAA en la escuela secundaria y comenzó su carrera de baloncesto universitario en Independence Community College. Fue transferido a Northeastern Oklahoma A&M College antes del inicio de su segunda temporada. Promedió 14,3 puntos, 10,3 rebotes y 1,4 tapones por partido con los Golden Norsemen.
Fue transferido muevamente para su temporada junior, ya a la División I, a los Bears de la Universidad Estatal de Misuri. Allí jugó una temporada en la que promedió 8,0 puntos, 7,0 rebotes, 1,4 asistencias, 1,3 robos de balón y 1,1 tapones por partido.
Para su temporada senior fue uevamente transferido, en esta ocasión a San Francisco, donde jugó una última temporada, promediando 14,2 puntos, 10,1 rebotes y 3,6 asistencias por partido, siendo elegido debutante del año de la West Coast Conference e incluido en su mejor quinteto.

#### Estadísticas

##### JUCO
| Año     | Equipo          | PJ | PT | MPP  | %TC  | %3P  | %TL  | RPP  | APP | ROB | TPP | PPP  |
| ------- | --------------- | -- | -- | ---- | ---- | ---- | ---- | ---- | --- | --- | --- | ---- |
| 2020–21 | Independence CC | 23 | 13 | 22.7 | .497 | .250 | .614 | 5.9  | 2.1 | 1.2 | 1.9 | 8.1  |
| 2021–22 | NE Oklahoma A&M | 30 | 29 | 30.1 | .497 | .346 | .652 | 10.3 | 3.3 | 1.8 | 1.4 | 14.3 |
| Total   | Total           | 53 | 42 | 26.9 | .497 | .316 | .639 | 8.4  | 2.8 | 1.6 | 1.6 | 11.6 |

##### División I NCAA
| Año     | Equipo         | PJ | PT | MPP  | %TC  | %3P  | %TL  | RPP  | APP | ROB | TPP | PPP  |
| ------- | -------------- | -- | -- | ---- | ---- | ---- | ---- | ---- | --- | --- | --- | ---- |
| 2022–23 | Missouri State | 30 | 28 | 24.4 | .589 | —    | .432 | 7.0  | 1.4 | 1.3 | 1.1 | 8.0  |
| 2023–24 | San Francisco  | 34 | 34 | 28.9 | .636 | .000 | .692 | 10.1 | 3.6 | 1.6 | .8  | 14.2 |
| Total   | Total          | 64 | 62 | 26.8 | .619 | .000 | .578 | 8.7  | 2.6 | 1.4 | 1.0 | 11.3 |

### Profesional
El 27 de junio fue elegido en la trigésimo primera posición del Draft de la NBA de 2024 por los Toronto Raptors, franquicia con la que firmó contrato el 4 de julio. A lo largo de su temporada de novato, fue asignado varias veces a su filial de la G League, los Raptors 905.

## Estadísticas de su carrera en la NBA

### Temporada regular
| Año     | Equipo  | PJ | PT | MPP  | %TC  | %3P  | %TL  | RPP | APP | ROB | TPP | PPP |
| ------- | ------- | -- | -- | ---- | ---- | ---- | ---- | --- | --- | --- | --- | --- |
| 2024-25 | Toronto | 63 | 18 | 20.4 | .438 | .243 | .732 | 4.9 | 2.3 | .9  | .5  | 6.2 |
| Total   | Total   | 63 | 18 | 20.4 | .438 | .243 | .732 | 4.9 | 2.3 | .9  | .5  | 6.2 |